# Diss (Engeland)
Diss is een civil parish in het bestuurlijke gebied South Norfolk, in het Engelse graafschap Norfolk. De plaats telt 7572 inwoners.

## Geboren
- Declan Rudd (16 januari 1991), voetballer